# Tigre de Sumatra
El tigre de Sumatra (Panthera tigris sumatrae) és una espècie endèmica d'aquesta gran illa d'Indonèsia i té el rècord comprovat del tigre més petit conegut, una femella adulta que tan sols va pesar 72 kg. A més, es distingeix pel seu color general més fosc, per tenir una petita crinera al clatell i perquè és la subespècie que té més llargs els flocs de pèl de la cara.
Abans vivia a tot Sumatra, però avui la major part dels animals es troben concentrats en les àrees muntanyoses de la serralada volcànica de Burit Barisan, al centre de l'illa. El darrer cens d'aquest animal (1994) ha donat un nombre de no gaire més de 500 individus sobrevivents. Es calcula que actualment no són més de 400.